# Boucle locale radio
Pour les articles homonymes, voir BLR.
 (février 2023).
Si vous disposez d'ouvrages ou d'articles de référence ou si vous connaissez des sites web de qualité traitant du thème abordé ici, merci de compléter l'article en donnant les références utiles à sa vérifiabilité et en les liant à la section « Notes et références ».
La boucle locale radio (BLR) est l'ensemble des technologies permettant à un particulier ou une entreprise d'être relié à son opérateur (téléphonie fixe, Internet, télévision...) via les ondes radio. C'est un type de boucle locale qui permet de compléter la desserte filaire traditionnelle. Parmi les technologies de BLR, on compte :
- Local Multipoint Distribution Service (LMDS)
- Multichannel Multipoint Distribution Service (MMDS)
- Worldwide Interoperability for Microwave Access (WiMAX)